# إدارة بالاستثناء
الإدارة بالاستثناء هي «سياسة تقوم من خلالها الإدارة بتكريس وقتها فقط لدراسة وبحث الحالات التي تختلف فيها النتائج الفعلية بشكل كبير عن النتائج المتوقعة. وتكمن الفكرة في قيام الإدارة بقضاء وقتها الثمين في التركيز على الأمور الأكثر أهمية (مثل رسم المسار الإستراتيجي لمستقبل الشركة). والاهتمام فقط بالانحرافات المادية التي تحتاج للفحص والدراسة.»  
وتختلف قليلًا عن مفهوم إدارة الاستثناءات حيث تصف السياسة التي يتم التركيز المطلق فيها على إدارة الاستثناءات على عكس التطبيق المعتدل لإدارة الاستثناءات.
وتتضمن إدارة المشروعات الإدارة بالاستثناء من حيث أنه ينبغي على مجلس إدارة المشروع أنْ يقوم بالاجتماع عندما تدعو الحاجة لاتخاذ قراراتٍ هامة بشأن المشروع، بدلاً من الاجتماع بشكلٍ دوري. وعلى مدير المشروع تقديم تقريرٍ عن الاستثناءات لدعوة المجلس للاجتماع.
وقد يكون هذا النوع من الإدارة مفيدًا للغاية عندما تدعو الحاجة لمعالجة العديد من البيانات لاتخاذ قراراتٍ إدارية.  ولكن تكمن المشكلة في هذه السياسة أنها قد تؤدي إلى نشوء نمط سلوكي يفتقر إلى العقل والبصيرة.  وقد يؤدي تبني هذا السلوك إلى أنْ تقوم الإدارة الدنيا بالتحول عن هدفها وهو إدارة العمل التجاري بشكلٍ ناجحٍ ببيئة عملٍ حقيقية، إلى محاولة إمداد المدققين والمديرين بالبيانات المالية والتي يتم تفسيرها فيما بعد.  وفي هذا الحالة، قد يقوم مدير الشركة ببيع بعض الأصول مثل المعدات (التي تعد حيوية في الإنتاج طويل المدى) وذلك من أجل معالجة النسب الحسابية المستخدمة في تحديد الاستثناء.  ومن ثمَّ تستطيع الإدارة الدنيا، في بعض الحالات، تفادي تصنيفها كاستثناء من الضرر الواقع على المدى الطويل للقسم الذي يقومون بإدارته.
وتعتمد الإدارة بالاستثناء على تبني السلوك الإيجابي نحو تقدير المشكلات. 